# Phylloscopus plumbeitarsus
El mosquitero patigrís (Phylloscopus plumbeitarsus) es una especie de ave paseriforme de la familia Phylloscopidae propia del este de Asia. Anteriormente se consideraba una subespecie del mosquitero verdoso.

## Distribución y hábitat
Es un pájaro migratorio que cría en Mongolia, Manchuria, el sur de Siberia y Corea del Norte, y se desplaza al sur para pasar el invierno en la región comprendida desde el sur de China, incluida la isla de Hainan, hasta Indochina y el norte de la península malaya.